# النساء الأستراليات خلال الحرب العالمية الثانية

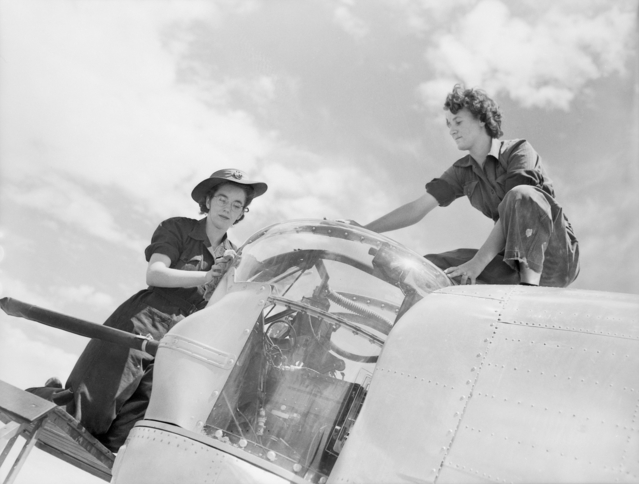
عضوان في القوات الجوية الأسترالية النسائية المساعدة أثناء تجهيزهن لطائرة كونسوليداتيد بي-24 ليبراتور في عام 1944.

لعبت النساء الأستراليات خلال الحرب العالمية الثانية دورًا أكبر من دورهن خلال الحرب العالمية الأولى.

## الخدمة العسكرية
أرادت العديد من النساء أن يلعبن دورًا نشطًا في الحرب حيث قاموا بإنشاء مئات من المنظمات النسائية التطوعية المساعدة وشبه العسكرية بحلول عام 1940. شملت هذه الهيئات فيلق النقل النسائي، نادي الطيران النسوي، فيلق إشارات الطوارئ للنساء، الخدمات الوطنية الأسترالية للسيدات.
في يوليو 1940، كانت هناك ست منظمات مختلفة في بريزبان فقط تقدم للنساء تدريبات مرتبطة بالحرب، كان أكبرها فيلق الطوارئ الوطني للنساء في كوينزلاند. لم تقدم الحكومة الاتحادية والجيش أي دعم في البداية للنساء اللائي يتم تدريبهن على الخدمة في القوات المسلحة، مع ذلك، لم يتم أخذ هذه المنظمات على محمل الجد من قبل عامة الناس.
أجبر النقص في المجندين الذكور الجيش على إنشاء فروع الإناث في عامي 1941 و 1942، حيث قاموا بإنشاء القوات الجوية الملكية الأسترالية القوات الجوية الأسترالية النسائية المساعدة (WAAAF) في مارس 1941. شكل الجيش العديد من الخدمات مثل:
- الجيش النسائي الأسترالي (AWAS) في أكتوبر 1941.
- الخدمة الطبية للجيش الأسترالي للنساء (AAMWS) في ديسمبر 1942.[3]
- الخدمة البحرية الملكية الأسترالية للنساء (WRANS) إلى حيز الوجود في يوليو 1942.[3]

في عام 1944، كان هناك ما يقرب من 50.000 امرأة يخدمون في فروع الجيش المختلفة كما انضمت آلاف أخرى إلى جيش الأرض النسائي الأسترالي (AWLA). تم تدريب الكثير من هؤلاء النساء على القيام بأعمال ماهرة في مهن ذكور تقليدية من أجل تحرير الجنود للخدمة العسكرية. كما تم تشجيع النساء على العمل في الصناعة، التطوع لواجبات، احتياطات الغارات الجوية أو الخدمة في أندية الجنود الأستراليين والحلفاء. تم حل الفروع النسائية للجيش بعد الحرب.

## المرأة في الاقتصاد

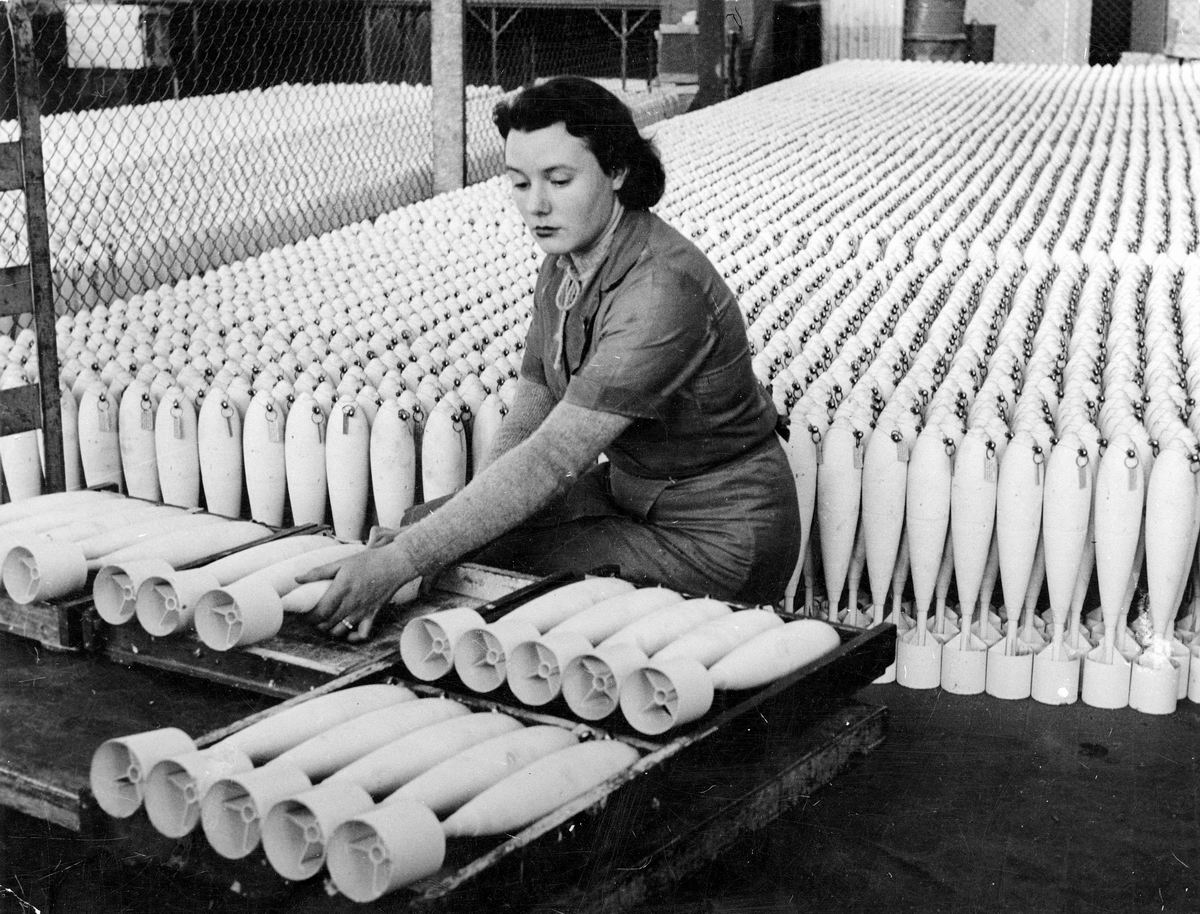
امرأة تكدس القنابل الممارسة في مصنع في عام 1943

تغير دور المرأة في الاقتصاد أيضا خلال الحرب العالمية الثانية حيث اقتحمت النساء للأعمال التي كانت تقليدية فقط على الرجال لكنها كانت تتلقى أجورا أقل.

## وصلات خارجية
- النساء الأستراليات خلال الحرب العالمية الثانية.
- النساء الأستراليات في الحرب.